# Milan Zelinka
Milan Zelinka (ur. 22 marca 1942 w Igramie) – słowacki prozaik.
W 2008 roku został laureatem prestiżowej słowackiej nagrody literackiej Anasoft litera (za książkę Teta Anula). 

## Twórczość
- Dych (1972)
- Smädné srdce (1974)
- Belasé ráno (1978)
- Slamienky z Makova (1980)
- Kvety ako drobný sneh (1982)
- Mechanici (1983)
- Z havranieho dvora (1988)
- Povesť o strýkovi Kenderešovi (1985)
- Smädné srdce (a tušená krajina) (1990)
- Krajina (1992)
- Príbehy z Karpát (2005)
- Teta Anula (2007)
- Ten nevyspytateľný svet (2009)
- Rudenko (2011)
- Pristaš (2012)
- Frajlenka Hollóška (2013)
- Blízke diaľavy (2018)
- Na okraj kultúry, na okraj života (2019)